# Rem (Vorname)
Rem (russisch: Рєм) bzw. Rėm (Рэм) ist ein männlicher Vorname, der sehr selten auch für weibliche Namensträger verwendet wird. Im Russischen lauten die weiblichen Formen Rema (Рєма) bzw. Rėma (Рэма).

## Herkunft und Bedeutung
Der Name Rem ist eine Kurzform für Remigius, aber auch für Vornamen wie Rembrandt, Remington, Remment oder Raymond.
In der Sowjetunion wurde der Name auch als Akronym revolutionärer Begriffe neu interpretiert, wofür 14 verschiedene Bedeutungen festgestellt wurden. Beispiele für die Abkürzungen sind unter anderem:
- революция мировая = Weltrevolution
- революция, электрификация, механизация = Revolution, Elektrifizierung, Mechanisierung
- Революция, электрификация, металлургия = Revolution, Elektrifizierung, Metallurgie
- Революция, электрификация, машиностроение = Revolution, Elektrifizierung, Maschinenbau
- Революция, электрификация, мелиорация = Revolution, Elektrifizierung, Melioration
- Революция, энергетика, мелиорация = Revolution, Energetik, Melioration
- Революция, электрификация, мир = Revolution, Elektrifizierung, Frieden
- Революция, единение, марксизм = Revolution, Einigkeit, Marxismus
- революция, Энгельс, Маркс = Revolution, Engels, Marx
- Революция Энгельса Маркса = Revolution von Engels und Marx
- Радость эпохи марксизма = Freude über die Epoche des Marxismus

## Namensträger
- Rem Fowler (1883–1963), britischer Motorradrennfahrer, hier Abkürzung von Rembrandt
- Rem Koolhaas (* 1944), niederländischer Architekt, Abkürzung für Remment
- Rem Murray (* 1972), kanadischer Eishockeyspieler, Abkürzung für Raymond
- Rem Iwanowitsch Solouchin (1930–1988), sowjetischer Physiker
- Rem Iwanowitsch Wjachirew (1934–2013), russischer Manager
- Rem Wiktorowitsch Chochlow (1926–1977), russischer Physiker und Dozent